# Olechno Dowojnowicz
Olechno Dowojnowicz herbu Zaręba (zm. przed 1454 rokiem) – członek rady hospodarskiej Wielkiego Księstwa Litewskiego w 1452 roku, kasztelan trocki i namiestnik nowogrodzki w 1459 roku, namiestnik brzeski w 1452 roku, namiestnik lidzki w latach 1434–1435.